# La Palma (quinzenari)
La Palma: quinzenari humorístich, literari é ilustrat va ser una publicació de la "Societat La Palma" de caràcter festiu i literari que sortí a Reus de l'1 d'agost de 1899 fins al 29 d'octubre de 1900.

## Història
Al cap de mig any de la desaparició de Lo Lliri, revista del Grup modernista de Reus, Pere Cavallé que n'havia estat el director, va iniciar la publicació d'aquesta revista, que portava també de subtítol "portaveu de la societat de dit nom", cosa que es fa evident a cada número, on comenta extensament l'activitat d'aquesta entitat. Portava articles, poesies i alguna secció fixa. En els textos publicats es veu molt la mà del seu director, que signava amb el seu nom, les seves inicials o amb pseudònims coneguts de tothom (Claudi Montanya, etc.). Com a col·laboradors hi apareixen J. Staransa, Surisenti (pseudònim de Ramon Suriñach), col·laboradors humorístics habituals, i Abelard Coma, Antoni Isern, Plàcid Vidal, Ricard Pallejà, Xavier Gambús i Jaume Sardà i Ferran. En la seva presentació ja expressa clarament que serà portaveu de l'entitat recreativa, però que el seu màxim interès seran els articles literaris: "Donchs bueno; trobarse en aytals condicions y com mes amunt ja he dit és bastant amiga de la literatura […] tots los aficionats […] puguin desarrollar lo seu ingeni y al mateix temps perqé sigui lo seu portanveu". Diu l'historiador de la premsa satírica reusenca, Marc Ferran: "Amb tot ens trobem davant d'un diari més festiu que no pas literari". L'últim número va ser un número extraordinari amb textos de Güell i Mercader, Gras i Elies, Eugeni Mata, Josep Déu Francesch, Josep Carbonell Alsina, Domènec Sugranyes, Miquel Barberà, Josep Thous Puey i el mateix Pere Cavallé. El sol fet d'escriure en català ja era un acte reivindicatiu, i comportava moltes crítiques dels sectors conservadors de la ciutat. Llegim: "Tots los que escrivim en català estem en perill, perquè'ls que hi escrivim es senyal de que estimem a Catalunya y'ns interessem per la seva prosperitat, y com qu'avuy això es un crim, la veritat, tenim por".

## Aspectes tècnics
Amb la capçalera il·lustrada per Hortensi Güell, que no arribà a veure publicada la revista, ja que es va suïcidar abans, "dibuixada no massa feliçment", segons l'erudit reusenc Joaquim Santasusagna. Tenia quatre pàgines i format foli. Publicava fotografies de les seves activitats, normalment a la primera pàgina. La redacció era al carrer de Jesús número 1, cal Cardenyes, seu de la Societat La Palma, i s'imprimia a la Impremta de Celestí Ferrando.

## Localització
- Una col·lecció a la Biblioteca Central Xavier Amorós.[5]
- Una col·lecció a la biblioteca del Centre de Lectura[6] i a la Biblioteca de Catalunya.[7]